# Trite gracilipalpis
Trite gracilipalpis es una especie de araña saltarina del género Trite, familia Salticidae. Fue descrita científicamente por Berland en 1929.
Habita en Nueva Caledonia (isla Loyalty).